# Abrams P-1 Explorer
L'Abrams P-1 Explorer était un biplace spécialement conçu pour la photographie et l’observation aérienne, probablement le premier du genre. Dessiné par Talbert Abrams (en) et Kenneth Ronan, c’était un monoplan entièrement métallique à aile basse cantilever, le moteur étant situé à l’arrière du fuselage pour offrir à l’équipage la meilleure visibilité possible. Le train d’atterrissage, tricycle, était fixe et caréné, l’empennage supporté par deux poutres encadrant une hélice bipale qui, contrairement à ce qui est souvent affirmé, n’était pas carénée. La partie avant du fuselage était largement vitrée, aménagée pour un pilote et un opérateur photo installés en tandem, les équipements de prise de vue étant situés entre l’équipage et le moteur.
L’unique prototype [X19897] fut construit chez Ronan & Kunzl, à Marshall, Michigan et a effectué ses premiers essais en vol en novembre 1937. Conçu pour voler à 6 400 m, il était initialement équipé d’un moteur en étoile Wright R-975 (en) de 330 ch entraînant une hélice propulsive. Ce moteur reçut en 1938 un compresseur améliorant bien entendu les performances en altitude.
Utilisé de façon très intensive durant 5 ans, l'Abrams P-1 Explorer fut remisé au moment de l’entrée en guerre des États-Unis. La guerre achevée les cellules et l’équipement photo avaient considérablement évolué. Le prototype fut donc offert en 1948 au National Air & Space Museum. Il est aujourd’hui stocké dans les réserves de Garber Facility, en attendant une éventuelle restauration.